# Джонс, Чак
Чак Джонс (англ. Chuck Jones, 21 сентября 1912 — 22 февраля 2002) — американский художник-мультипликатор и режиссёр, наиболее известный по серии мультфильмов «Looney Tunes» и "Том и Джерри". За свою карьеру снял более 300 мультфильмов.

## Ранние годы
Джонс родился в Спокане, вырос в Лос-Анджелесе. С ранних лет он проявлял способности к рисованию, которые постоянно совершенствовал. Окончив художественный институт Шуинар, Джонс начал свою карьеру в анимационной индустрии. В частности, он работал на студии Аба Айверкса.

## Warner Bros
В 1933 году Джонс устроился помощником художника-мультипликатора на независимую студию Leon Schlesinger Productions, занимавшуюся производством мультипликационных фильмов из серий «Looney Tunes» и «Merrie Melodies» для Warner Bros. Его режиссёрский дебют состоялся в 1938 году, когда Джонс снял мультипликационный фильм «The Night Watchman» (Ночной сторож), главным персонажем которого являлся сын сторожа, защищающий кухню от наступления мышей.
Совершенно иным по стилю стал его мультфильм 1942 года «The Dover Boys» (Парни из Дувра); сам Джонс говорил, что в нём он учился быть смешным. Эта анимационная лента стала одной из первых в американском кинематографе, использовавших приёмы ограниченной мультипликации: Джонс свёл количество рисунков к минимуму, тем самым отойдя от более реалистичных стандартов, созданных студией Disney. В этот же период он придумал некоторых своих собственных мультипликационных персонажей, таких как Три медведя, Чарли Дог, а также Хьюби и Берти.
С началом Второй мировой войны Джонс начал работать совместно с Теодором Гейзелем (также известном как Доктор Сьюз) над серией образовательных и пропагандистских мультфильмов для солдат «Private Snafu». Также он выступил режиссёром анимационной короткометражки «Hell-Bent for Election», снятой в поддержку президентской кампании Франклина Рузвельта.
Заметный шаг вперёд Джонс сделал в конце 1940-х годов. Хотя мультфильмы серии «Looney Tunes» и «Merrie Melodies», над которыми он работал, уже имели собственных звёзд, таких как Багз Банни и Даффи Дак, Джонс смог создать собственных запоминающихся персонажей: скунс Пепе ле Пью, Хитрый койот и Дорожный бегун, Марвин Марсианин, Монстр и другие.
В 1950 году два его мультфильма — «For Scentimental Reasons» (Такой знакомый запах) и «So Much for So Little» (Так много ради столь малого) — были удостоены премии «Оскар».
Джонс продолжал трудиться в Warner Bros. и в 1950-е, за исключением 1953 года, когда студия была закрыта. В этот период он работал в Walt Disney Pictures и принял участие в создании полнометражного мультфильма «Спящая красавица» (1959).
Американский киновед Леонард Молтин назвал мультфильм «Duck Amuck» (Бешеная утка) (1953) — маленьким шедевром, а «Дак Доджерс в 24½ веке» (1953), «Что за опера, док?» (1957) и «Один лягушачий вечер» (1955) — самыми знаменитыми и эффектными фильмами Чака Джонса.
Главный герой «Один лягушачий вечер» лягушонок Мичиган Джей Фрог, с 1995 по 2005 год являлся талисманом The WB Television Network.
В начале 1960-х Джонс написал сценарий для мультфильма «Мурлыка», работу над которым вела анимационная студия UPA. Warner Bros. сочла это нарушением договора и расторгла контракт с аниматором.

## Последующая карьера
Вскоре Джонс устроился в Metro-Goldwyn-Mayer, где стал работать над мультсериалом «Том и Джерри». За свою отдельную короткометражку «The Dot and the Line» в 1965 году он получил третий «Оскар». Мультфильм никак не был связан с похождениями кота и мышонка и повествовал о прямой линии, влюбившейся в обыкновенную точку. В 1966 году он также выступил продюсером и режиссёром 25-минутного мультфильма «Как Гринч украл Рождество».

## Поздние годы
С 1980-х годов Джонс стал уделять всё меньше внимания анимации, вместо этого выступая с лекциями в художественных учебных заведениях. В 1984 году он появился в камео-роли в фильме «Гремлины». В 1996 году Джонс был удостоен почётного «Оскара» за выдающийся вклад в развитие киноискусства. В 1997 году Джонс был награжден медалью Эдварда Макдауэлла. Скончался он в 2002 году в возрасте 89 лет в Калифорнии от сердечной недостаточности, тело кремировано, и прах развеян над морем. Джонс был дважды женат и имел одного ребёнка.